# Tom Beauchamp
Tom L. Beauchamp (Austin, 2 de diciembre de 1939-19 de febrero de 2025) fue un filósofo estadounidense especializado en la filosofía moral, la bioética y la ética animal. Es profesor de Filosofía en la Universidad de Georgetown, y es el Investigador Principal en el Instituto de Ética de la Universidad Kennedy.
Beauchamp es el autor o coautor de varios libros sobre la ética y la filosofía de David Hume, incluyendo Hume y el problema de la causalidad (1981, con Alexander Rosenberg), Principios de la ética biomédica (1979, con James F. Childress), y El uso humano de los animales (1998, con Barbara F. Orlans et al). Es coeditor con R.G. Frey, de El Manual de Oxford de Ética Animal (2011). También el coeditor de las obras completas de Hume, La edición crítica de las obras de David Hume (1999), publicado por Oxford University Press.

## Educación
Obtuvo su licenciatura de la Universidad Metodista del Sur en 1963, un Bachelor of Divinity de la Yale Divinity School, y el doctorado en filosofía por la Universidad Johns Hopkins en 1970. Es miembro del Centro Hastings.

## Carrera
Beauchamp formó parte del personal de la Comisión Nacional para la Protección de Sujetos Humanos de Investigación Biomédica y del Comportamiento, donde coescribió el Informe Belmont en 1978. Más tarde se unió con James Childress escribir Principios de la Ética Biomédica (1979), el primer libro de texto importante la bioética norteamericana. Beauchamp es también un experto en la filosofía de David Hume. Él es el coeditor de las obras completas de Hume publicadas por Oxford University Press, y junto con Alexander Rosenberg es el autor de Hume y el problema de la causalidad (1981), en el que se defiende la teoría de Hume la regularidad de la causalidad, junto con una interpretación no escéptica de los argumentos de Hume contra la inducción.
También ha escrito extensamente acerca de los derechos de los animales, y ha defendido una teoría de los derechos de los animales que puedan alterar de manera significativa, aunque no determinante, las formas en que los animales no humanos se utilizan actualmente.